# Benjamín Matte
Benjamín Matte Larraín (Santiago, 15 de junio de 1902-Ibíd, 26 de octubre de 1982) fue un agricultor, empresario y político chileno, miembro del Partido Liberal (PL). Se desempeñó como ministro de Estado de su país, durante los gobiernos de los presidentes Arturo Alessandri y Juan Antonio Ríos.

## Familia y estudios
Nació en Santiago de Chile el 15 de junio de 1902, siendo el octavo de los once hijos del matrimonio conformado por el empresario Domingo Matte Pérez y Javiera Larraín Bulnes, quien fuera nieta de Manuel Bulnes y bisnieta del Francisco Antonio Pinto, ambos militares y políticos que ejercieron como presidentes de la República. Sus hermanos fueron María, Rosa Enriqueta, Blanca Marta, Blanca Raquel, Ana, Raúl, Domingo, Arturo y Luis, estos últimos también se desempeñaron como ministros de Estado. Realizó sus estudios primarios y secundarios en el Instituto de Humanidades Luis Campino. Continuó los superiores titulándose como ingeniero agrónomo.
Se casó en Santiago en 1924 con Olga Guzmán Eguiguren, con quien tuvo cuatro hijos.

## Carrera profesional
En el ámbito laboral, fue presidente de la Unión Lechera de Aconcagua y del Consorcio Nacional de Productores de Aves S. A., así como también director de la Asociación de Citricultores de Chile y de la Sociedad Agrícola e Industrial de Quillota.
También, fue miembro de la Sociedad Nacional de Agricultura (SNA), gremio del cual actuó como consejero por varios años y, entre 1940 y 1941, como su presidente; y socio del Club de La Unión.

## Carrera política
Militante del Partido Liberal (PL), en el marco de la segunda administración del presidente y correligionario Arturo Alessandri, el 13 de agosto de 1936, fue nombrado como titular del Ministerio de Agricultura (Minagri), cargo que ejerció hasta el 22 de octubre de ese año.
Posteriormente, en las elecciones parlamentarias de 1941, se postuló como candidato a senador por la provincia de Valparaíso, sin resultar electo. Al año siguiente, con ocasión del gobierno del presidente Juan Antonio Ríos, de militancia radical, fue designado como titular del Ministerio de Hacienda, puesto que fungió hasta el 21 de octubre del mismo año; este último nombramiento, según algunos, se debió a una confusión por parte de dicho mandatario con su hermano, Arturo Matte Larraín, quien posteriormente también sería su ministro de Hacienda.
Falleció en Santiago el 26 de octubre de 1982, a los 80 años.